# Voyage à travers le cinéma français
Voyage à travers le cinéma français est un documentaire français de Bertrand Tavernier sorti en 2016, puis une série documentaire réalisée en 2017. Les deux parties représentent en tout 12 h 17 min de film (respectivement 201 minutes et 416 minutes). 
Le documentaire reprend le titre et le principe des films de Martin Scorsese, Un voyage avec Martin Scorsese à travers le cinéma américain, sorti en 1995, et Mon voyage en Italie, sorti en 1999.

## Film
Pour plus de détails, voir Fiche technique et Distribution.
Le film, d'une durée de 3 h 15 min, est une compilation de films français organisée et commentée par Bertrand Tavernier.
Il a représenté six ans de préparation, 80 semaines de montage, 582 extraits de 94 films choisis, plus de neuf cent cinquante films vus et revus, et enfin plus de sept cents documents d'actualités visionnés.

### Liste des extraits de films
| Film                             | Réalisateur            | Date de sortie |
| -------------------------------- | ---------------------- | -------------- |
| Sous les toits de Paris          | René Clair             | 1930           |
| La Chienne                       | Jean Renoir            | 1931           |
| Allô Berlin ? Ici Paris !        | Julien Duvivier        | 1931           |
| 14 juillet                       | René Clair             | 1933           |
| L'Atalante                       | Jean Vigo              | 1934           |
| Toni                             | Jean Renoir            | 1935           |
| Remous                           | Edmond T. Gréville     | 1935           |
| Justin de Marseille              | Maurice Tourneur       | 1935           |
| Le Crime de monsieur Lange       | Jean Renoir            | 1936           |
| La Belle Équipe                  | Julien Duvivier        | 1936           |
| Partie de campagne               | Jean Renoir            | 1936           |
| La Grande Illusion               | Jean Renoir            | 1937           |
| Un carnet de bal                 | Julien Duvivier        | 1937           |
| La Marseillaise                  | Jean Renoir            | 1938           |
| Le Quai des brumes               | Marcel Carné           | 1938           |
| Hôtel du Nord                    | Marcel Carné           | 1938           |
| La Bête humaine                  | Jean Renoir            | 1938           |
| Le jour se lève                  | Marcel Carné           | 1939           |
| La Règle du jeu                  | Jean Renoir            | 1939           |
| Menaces                          | Edmond T. Gréville     | 1940           |
| Remorques                        | Jean Grémillon         | 1941           |
| Macao, l'enfer du jeu            | Jean Delannoy          | 1942           |
| Dernier Atout                    | Jacques Becker         | 1942           |
| Goupi Mains Rouges               | Jacques Becker         | 1943           |
| Les Anges du péché               | Robert Bresson         | 1943           |
| Les Enfants du paradis           | Marcel Carné           | 1945           |
| L'Espoir                         | André Malraux          | 1937           |
| Falbalas                         | Jacques Becker         | 1945           |
| La Belle et la Bête              | Jean Cocteau           | 1946           |
| Panique                          | Julien Duvivier        | 1947           |
| Les Portes de la nuit            | Marcel Carné           | 1946           |
| Le diable souffle                | Edmond T. Gréville     | 1947           |
| Antoine et Antoinette            | Jacques Becker         | 1947           |
| Noose                            | Edmond T. Gréville     | 1948           |
| Bagarres                         | Henri Calef            | 1948           |
| Au-delà des grilles              | René Clément           | 1949           |
| Rendez-vous de juillet           | Jacques Becker         | 1949           |
| Édouard et Caroline              | Jacques Becker         | 1951           |
| La nuit est mon royaume          | Georges Lacombe        | 1951           |
| Le Garçon sauvage                | Jean Delannoy          | 1951           |
| La Vérité sur Bébé Donge         | Henri Decoin           | 1952           |
| Casque d'Or                      | Jacques Becker         | 1952           |
| Jeux interdits                   | René Clément           | 1952           |
| Rue de l'Estrapade               | Jacques Becker         | 1953           |
| Madame de...                     | Max Ophuls             | 1953           |
| Cet homme est dangereux          | Jean Sacha             | 1953           |
| Touchez pas au grisbi            | Jacques Becker         | 1954           |
| Ça va barder                     | John Berry             | 1955           |
| Razzia sur la chnouf             | Henri Decoin           | 1955           |
| French Cancan                    | Jean Renoir            | 1954           |
| Gas-oil                          | Gilles Grangier        | 1955           |
| Des gens sans importance         | Henri Verneuil         | 1956           |
| Voici le temps des assassins     | Julien Duvivier        | 1956           |
| Bob le flambeur                  | Jean-Pierre Melville   | 1955           |
| La Traversée de Paris            | Claude Autant-Lara     | 1956           |
| Un condamné à mort s'est échappé | Robert Bresson         | 1956           |
| Maigret tend un piège            | Jean Delannoy          | 1958           |
| Ascenseur pour l'échafaud        | Louis Malle            | 1958           |
| Montparnasse 19                  | Jacques Becker         | 1958           |
| Le Désordre et la Nuit           | Gilles Grangier        | 1958           |
| En cas de malheur                | Claude Autant-Lara     | 1958           |
| Le fauve est lâché               | Maurice Labro          | 1959           |
| Les Quatre Cents Coups           | François Truffaut      | 1959           |
| Oh ! Qué mambo                   | John Berry             | 1959           |
| Deux Hommes dans Manhattan       | Jean-Pierre Melville   | 1959           |
| Le Trou                          | Jacques Becker         | 1969           |
| Classe tous risques              | Claude Sautet          | 1960           |
| Tirez sur le pianiste            | François Truffaut      | 1960           |
| Le Président                     | Henri Verneuil         | 1961           |
| Léon Morin, prêtre               | Jean-Pierre Melville   | 1961           |
| Adieu Philippine                 | Jacques Rozier         | 1962           |
| Cléo de 5 à 7                    | Agnès Varda            | 1962           |
| Un singe en hiver                | Henri Verneuil         | 1962           |
| Octobre à Paris                  | Jacques Panijel        | 1962           |
| Le Doulos                        | Jean-Pierre Melville   | 1962           |
| Landru                           | Claude Chabrol         | 1963           |
| Le Mépris                        | Jean-Luc Godard        | 1963           |
| Lucky Jo                         | Michel Deville         | 1964           |
| La 317e Section                  | Pierre Schoendoerffer  | 1965           |
| Alphaville                       | Jean-Luc Godard        | 1965           |
| Pierrot le Fou                   | Jean-Luc Godard        | 1965           |
| La Vie de château                | Jean-Paul Rappeneau    | 1966           |
| Le Samouraï                      | Jean-Pierre Melville   | 1967           |
| Sous le signe du taureau         | Gilles Grangier        | 1969           |
| L'Armée des ombres               | Jean-Pierre Melville   | 1969           |
| Les Choses de la vie             | Claude Sautet          | 1970           |
| Max et les Ferrailleurs          | Claude Sautet          | 1971           |
| Le Chat                          | Pierre Granier-Deferre | 1971           |
| Les Assassins de l'ordre         | Marcel Carné           | 1971           |
| L'Horloger de Saint-Paul         | Bertrand Tavernier     | 1974           |
| Lyon, le regard intérieur        | Bertrand Tavernier     | 1988           |
| Les Sièges de l'Alcazar          | Luc Moullet            | 1989           |
| Sous le nom de Melville          | Olivier Bohler         | 2008           |

## Série télévisée
Bertrand Tavernier prépare une suite sous la forme d'une série de neuf heures.
Finalement huit épisodes de 52 minutes sont tournés et diffusés à partir du 16 septembre 2018 sur France 5, sous le titre générique Voyages à travers le cinéma français (au pluriel par rapport au titre du film initial).
Les titres des épisodes sont ;
1. Mes cinéastes de chevet 1 (Grémillon, Ophüls, Decoin) ;
2. Mes cinéastes de chevet 2 (Pagnol, Guitry, Tati, Bresson) ;
3. Les chansons - Julien Duvivier ;
4. Les cinéastes étrangers dans la France d'avant-guerre (Victor Tourjanski, Robert Siodmak) - Le cinéma sous l'Occupation - L'Après-guerre (Jean-Paul Le Chanois) ;
5. La nouvelle vague de l'Occupation (Autant-Lara, Clément, Clouzot) ;
6. Les oubliés (Raymond Bernard, Maurice Tourneur, Anatole Litvak, René Clair, Georges van Parys, Jean Boyer) ;
7. Les méconnus (Louis Valray, Pierre Chenal, Henri Calef, Gilles Grangier) ;
8. Mes années 60 (Pierre Granier-Deferre, Jacques Deray, Alain Resnais, Michel Deville, Jacques Rouffio, José Giovanni, Yves Boisset, Éric Rohmer).

### Liste des extraits de films
| Episode | Film                                                 | Réalisateur                                                         | Date de sortie |
| ------- | ---------------------------------------------------- | ------------------------------------------------------------------- | -------------- |
| 1       | Le ciel est à vous                                   | Jean Grémillon                                                      | 1944           |
| 1       | Le 6 juin à l'aube                                   | Jean Grémillon                                                      | 1945           |
| 1       | André Masson et les Quatre Éléments                  | Jean Grémillon                                                      | 1959           |
| 1       | Remorques                                            | Jean Grémillon                                                      | 1941           |
| 1       | L'Amour d'une femme                                  | Jean Grémillon                                                      | 1953           |
| 1       | Pattes blanches                                      | Jean Grémillon                                                      | 1949           |
| 1       | Lumière d'été                                        | Jean Grémillon                                                      | 1943           |
| 1       | Daïnah la métisse                                    | Jean Grémillon                                                      | 1931           |
| 1       | Le Plaisir                                           | Max Ophüls                                                          | 1952           |
| 1       | La Ronde                                             | Max Ophüls                                                          | 1950           |
| 1       | Lola Montès                                          | Max Ophüls                                                          | 1955           |
| 1       | Madame de...                                         | Max Ophüls                                                          | 1953           |
| 1       | La Vérité sur Bébé Donge                             | Henri Decoin                                                        | 1952           |
| 1       | Les Inconnus dans la maison                          | Henri Decoin                                                        | 1941           |
| 1       | Razzia sur la chnouf                                 | Henri Decoin                                                        | 1954           |
| 1       | Le Café du Cadran                                    | Jean Gehret et Henri Decoin                                         | 1947           |
| 1       | Retour à l'aube                                      | Henri Decoin                                                        | 1938           |
| 1       | Battement de cœur                                    | Henri Decoin                                                        | 1940           |
| 1       | Les amoureux sont seuls au monde                     | Henri Decoin                                                        | 1948           |
| 1       | Bonnes à tuer                                        | Henri Decoin                                                        | 1954           |
| 1       | Au grand balcon                                      | Henri Decoin                                                        | 1949           |
| 1       | Autour d'un film                                     | Charles Gérard                                                      | 1957           |
| 2       | Le Roman d'un tricheur                               | Sacha Guitry                                                        | 1936           |
| 2       | Le Nouveau Testament                                 | Sacha Guitry                                                        | 1936           |
| 2       | Désiré                                               | Sacha Guitry                                                        | 1937           |
| 2       | Faisons un rêve                                      | Sacha Guitry                                                        | 1936           |
| 2       | Donne-moi tes yeux                                   | Sacha Guitry                                                        | 1943           |
| 2       | Mon père avait raison                                | Sacha Guitry                                                        | 1936           |
| 2       | La Poison                                            | Sacha Guitry                                                        | 1951           |
| 2       | Bonne Chance                                         | Sacha Guitry                                                        | 1935           |
| 2       | Regain                                               | Marcel Pagnol                                                       | 1937           |
| 2       | Angèle                                               | Marcel Pagnol                                                       | 1934           |
| 2       | Jofroi                                               | Marcel Pagnol                                                       | 1934           |
| 2       | Merlusse                                             | Marcel Pagnol                                                       | 1935           |
| 2       | Manon des sources                                    | Marcel Pagnol                                                       | 1952           |
| 2       | Les Vacances de monsieur Hulot                       | Jacques Tati                                                        | 1953           |
| 2       | Playtime                                             | Jacques Tati                                                        | 1967           |
| 2       | Jour de fête                                         | Jacques Tati                                                        | 1949           |
| 2       | Journal d'un curé de campagne                        | Robert Bresson                                                      | 1951           |
| 2       | Un condamné à mort s'est échappé                     | Robert Bresson                                                      | 1956           |
| 2       | Pickpocket                                           | Robert Bresson                                                      | 1959           |
| 2       | Mouchette                                            | Robert Bresson                                                      | 1967           |
| 2       | Au hasard Balthazar                                  | Robert Bresson                                                      | 1966           |
| 2       | Les Dames du bois de Boulogne                        | Robert Bresson                                                      | 1945           |
| 2       | Les Anges du péché                                   | Robert Bresson                                                      | 1943           |
| 2       | Antoine et Antoinette                                | Jacques Becker                                                      | 1947           |
| 2       | La Vérité sur Bébé Donge                             | Henri Decoin                                                        | 1952           |
| 3       | La Grande Illusion                                   | Jean Renoir                                                         | 1937           |
| 3       | Paradis perdu                                        | Abel Gance                                                          | 1940           |
| 3       | Quai des Orfèvres                                    | Henri-Georges Clouzot                                               | 1947           |
| 3       | Un roi sans divertissement                           | François Leterrier                                                  | 1963           |
| 3       | Cœur de lilas                                        | Anatole Litvak                                                      | 1932           |
| 3       | La Ferme du pendu                                    | Jean Dréville                                                       | 1945           |
| 3       | Romance de Paris                                     | Jean Boyer                                                          | 1941           |
| 3       | Du rififi chez les hommes                            | Jules Dassin                                                        | 1955           |
| 3       | La Belle Équipe                                      | Julien Duvivier                                                     | 1936           |
| 3       | Premier Rendez-vous                                  | Henri Decoin                                                        | 1941           |
| 3       | Gervaise                                             | René Clément                                                        | 1956           |
| 3       | Avec le sourire                                      | Maurice Tourneur                                                    | 1936           |
| 3       | 14 Juillet                                           | René Clair                                                          | 1933           |
| 3       | Le Roman d'un tricheur                               | Sacha Guitry                                                        | 1936           |
| 3       | Les Belles de nuit                                   | René Clair                                                          | 1952           |
| 3       | Circonstances atténuantes                            | Jean Boyer                                                          | 1939           |
| 3       | La Tête d'un homme                                   | Julien Duvivier                                                     | 1933           |
| 3       | La Maison Bonnadieu                                  | Carlo Rim                                                           | 1951           |
| 3       | French Cancan                                        | Jean Renoir                                                         | 1954           |
| 3       | Une aussi longue absence                             | Henri Colpi                                                         | 1961           |
| 3       | Cléo de 5 à 7                                        | Agnès Varda                                                         | 1962           |
| 3       | Les Demoiselles de Rochefort                         | Jacques Demy                                                        | 1967           |
| 3       | Lola                                                 | Jacques Demy                                                        | 1961           |
| 3       | Viva Maria !                                         | Louis Malle                                                         | 1965           |
| 3       | Le Travail d'un cinéaste : Julien Duvivier 1896-1967 | Hubert Niogret                                                      | 1996           |
| 3       | Golgotha                                             | Julien Duvivier                                                     | 1935           |
| 3       | David Golder                                         | Julien Duvivier                                                     | 1931           |
| 3       | Panique                                              | Julien Duvivier                                                     | 1946           |
| 3       | Poil de Carotte                                      | Julien Duvivier                                                     | 1932           |
| 3       | Un carnet de bal                                     | Julien Duvivier                                                     | 1937           |
| 3       | La Bandera                                           | Julien Duvivier                                                     | 1935           |
| 3       | Sous le ciel de Paris                                | Julien Duvivier                                                     | 1951           |
| 3       | La Fin du jour                                       | Julien Duvivier                                                     | 1939           |
| 3       | Le Paquebot Tenacity                                 | Julien Duvivier                                                     | 1934           |
| 3       | L'Homme du jour                                      | Julien Duvivier                                                     | 1937           |
| 3       | Voici le temps des assassins                         | Julien Duvivier                                                     | 1956           |
| 3       | La Fête à Henriette                                  | Julien Duvivier                                                     | 1952           |
| 3       | Les Cinq Gentlemen maudits                           | Julien Duvivier                                                     | 1931           |
| 3       | Pépé le Moko                                         | Julien Duvivier                                                     | 1937           |
| 3       | Le Diable et les Dix Commandements                   | Julien Duvivier                                                     | 1962           |
| 3       | Casbah                                               | John Cromwell                                                       | 1938           |
| 4       | La Peur                                              | Victor Tourjanski                                                   | 1936           |
| 4       | Le Mensonge de Nina Petrovna                         | Victor Tourjanski                                                   | 1937           |
| 4       | CinéKino                                             | Laurent Heynemann et Jean Ollé-Laprune                              | 2016           |
| 4       | Mollenard                                            | Robert Siodmak                                                      | 1938           |
| 4       | Pièges                                               | Robert Siodmak                                                      | 1939           |
| 4       | Goupi Mains Rouges                                   | Jacques Becker                                                      | 1943           |
| 4       | L'assassin habite au 21                              | Henri-Georges Clouzot                                               | 1942           |
| 4       | Les Dames du bois de Boulogne                        | Robert Bresson                                                      | 1945           |
| 4       | Le Mariage de Chiffon                                | Claude Autant-Lara                                                  | 1942           |
| 4       | Les Inconnus dans la maison                          | Henri Decoin                                                        | 1941           |
| 4       | Le Corbeau                                           | Henri-Georges Clouzot                                               | 1943           |
| 4       | Laissez-passer                                       | Bertrand Tavernier                                                  | 2002           |
| 4       | Lyon, le regard intérieur                            | Bertrand Tavernier                                                  | 1988           |
| 4       | La Main du diable                                    | Maurice Tourneur                                                    | 1943           |
| 4       | La Vie de plaisir                                    | Albert Valentin                                                     | 1944           |
| 4       | Lettres d'amour                                      | Claude Autant-Lara                                                  | 1942           |
| 4       | Douce                                                | Claude Autant-Lara                                                  | 1943           |
| 4       | Donne-moi tes yeux                                   | Sacha Guitry                                                        | 1943           |
| 4       | Lumière d'été                                        | Jean Grémillon                                                      | 1943           |
| 4       | Retour à la vie                                      | Henri-Georges Clouzot, André Cayatte, Georges Lampin, Jean Dréville | 1949           |
| 4       | Jéricho                                              | Henri Calef                                                         | 1946           |
| 4       | Le Silence de la mer                                 | Jean-Pierre Melville                                                | 1947           |
| 4       | Manon                                                | Henri-Georges Clouzot                                               | 1949           |
| 4       | Les Maudits                                          | René Clément                                                        | 1947           |
| 4       | L'École buissonnière                                 | Jean-Paul Le Chanois                                                | 1949           |
| 4       | Sans laisser d'adresse                               | Jean-Paul Le Chanois                                                | 1951           |
| 5       | Journal d'une femme en blanc                         | Claude Autant-Lara                                                  | 1965           |
| 5       | Nouveau journal d'une femme en blanc                 | Claude Autant-Lara                                                  | 1966           |
| 5       | Douce                                                | Claude Autant-Lara                                                  | 1943           |
| 5       | Occupe-toi d'Amélie                                  | Claude Autant-Lara                                                  | 1949           |
| 5       | Les Sept Péchés capitaux, sketch L'Orgueil           | Claude Autant-Lara                                                  | 1952           |
| 5       | Le Mariage de Chiffon                                | Claude Autant-Lara                                                  | 1942           |
| 5       | L'Auberge rouge                                      | Claude Autant-Lara                                                  | 1951           |
| 5       | Lettres d'amour                                      | Claude Autant-Lara                                                  | 1942           |
| 5       | Le Rouge et le Noir                                  | Claude Autant-Lara                                                  | 1954           |
| 5       | La Traversée de Paris                                | Claude Autant-Lara                                                  | 1956           |
| 5       | Les Maudits                                          | René Clément                                                        | 1947           |
| 5       | Jeux interdits                                       | René Clément                                                        | 1952           |
| 5       | La Bataille du rail                                  | René Clément                                                        | 1946           |
| 5       | Au-delà des grilles                                  | René Clément                                                        | 1950           |
| 5       | Gervaise                                             | René Clément                                                        | 1956           |
| 5       | Plein Soleil                                         | René Clément                                                        | 1960           |
| 5       | Le Corbeau                                           | Henri-Georges Clouzot                                               | 1943           |
| 5       | Le Salaire de la peur                                | Henri-Georges Clouzot                                               | 1953           |
| 5       | Les Espions                                          | Henri-Georges Clouzot                                               | 1957           |
| 5       | Retour à la vie, sketch Le Retour de Jean            | Henri-Georges Clouzot                                               | 1949           |
| 5       | Manon                                                | Henri-Georges Clouzot                                               | 1949           |
| 5       | Quai des Orfèvres                                    | Henri-Georges Clouzot                                               | 1947           |
| 6       | Avec le sourire                                      | Maurice Tourneur                                                    | 1936           |
| 6       | Justin de Marseille                                  | Maurice Tourneur                                                    | 1935           |
| 6       | Au nom de la loi                                     | Maurice Tourneur                                                    | 1932           |
| 6       | Les Gaîtés de l'escadron                             | Maurice Tourneur                                                    | 1932           |
| 6       | Cœur de lilas                                        | Anatole Litvak                                                      | 1932           |
| 6       | Cette vieille canaille                               | Anatole Litvak                                                      | 1933           |
| 6       | L'Équipage                                           | Anatole Litvak                                                      | 1935           |
| 6       | Les Misérables                                       | Raymond Bernard                                                     | 1934           |
| 6       | Les Croix de bois                                    | Raymond Bernard                                                     | 1932           |
| 6       | Les Otages                                           | Raymond Bernard                                                     | 1939           |
| 6       | Sous les toits de Paris                              | René Clair                                                          | 1930           |
| 6       | 14 Juillet                                           | René Clair                                                          | 1932           |
| 6       | Le Million                                           | René Clair                                                          | 1931           |
| 6       | Les Belles de nuit                                   | René Clair                                                          | 1952           |
| 6       | Circonstances atténuantes                            | Jean Boyer                                                          | 1939           |
| 6       | Un mauvais garçon                                    | Jean Boyer                                                          | 1936           |
| 6       | Nous irons à Paris                                   | Jean Boyer                                                          | 1950           |
| 6       | Prends la route !                                    | Jean Boyer                                                          | 1937           |
| 6       | Madame de...                                         | Max Ophüls                                                          | 1953           |
| 6       | French Cancan                                        | Jean Renoir                                                         | 1954           |
| 6       | Casque d'Or                                          | Jacques Becker                                                      | 1952           |
| 7       | La Terre qui meurt                                   | Jean Vallée                                                         | 1936           |
| 7       | L'Alibi                                              | Pierre Chenal                                                       | 1937           |
| 7       | L'Homme de nulle part                                | Pierre Chenal                                                       | 1937           |
| 7       | Rafles sur la ville                                  | Pierre Chenal                                                       | 1958           |
| 7       | Jéricho                                              | Henri Calef                                                         | 1946           |
| 7       | La Maison sous la mer                                | Henri Calef                                                         | 1947           |
| 7       | L'Heure de la vérité                                 | Henri Calef                                                         | 1965           |
| 7       | Bagarres                                             | Henri Calef                                                         | 1948           |
| 7       | Minne, l'ingénue libertine                           | Jacqueline Audry                                                    | 1950           |
| 7       | Les Malheurs de Sophie                               | Jacqueline Audry                                                    | 1946           |
| 7       | La Caraque blonde                                    | Jacqueline Audry                                                    | 1953           |
| 7       | Olivia                                               | Jacqueline Audry                                                    | 1951           |
| 7       | Daguerréotypes                                       | Agnès Varda                                                         | 1975           |
| 7       | Cléo de 5 à 7                                        | Agnès Varda                                                         | 1962           |
| 7       | Gas-oil                                              | Gilles Grangier                                                     | 1955           |
| 7       | Le cave se rebiffe                                   | Gilles Grangier                                                     | 1961           |
| 7       | Le Sang à la tête                                    | Gilles Grangier                                                     | 1956           |
| 7       | Le Désordre et la Nuit                               | Gilles Grangier                                                     | 1958           |
| 7       | Histoire de chanter                                  | Gilles Grangier                                                     | 1947           |
| 7       | Gilles Grangier : 50 ans de cinéma                   | Maurice Delbez                                                      | 1990           |
| 7       | La Fiancée du pirate                                 | Nelly Kaplan                                                        | 1969           |
| 7       | Le Crime de monsieur Lange                           | Jean Renoir                                                         | 1936           |
| 8       | La Boulangère de Monceau                             | Éric Rohmer                                                         | 1963           |
| 8       | Le Genou de Claire                                   | Éric Rohmer                                                         | 1970           |
| 8       | Rififi à Tokyo                                       | Jacques Deray                                                       | 1963           |
| 8       | La Piscine                                           | Jacques Deray                                                       | 1969           |
| 8       | Dernier Domicile connu                               | José Giovanni                                                       | 1970           |
| 8       | Un condé                                             | Yves Boisset                                                        | 1970           |
| 8       | La Bande à Bonnot                                    | Philippe Fourastié                                                  | 1968           |
| 8       | Remparts d'argile                                    | Jean-Louis Bertuccelli                                              | 1971           |
| 8       | Adorable Menteuse                                    | Michel Deville                                                      | 1962           |
| 8       | Ce soir ou jamais                                    | Michel Deville                                                      | 1961           |
| 8       | La Chasse au lion à l'arc                            | Jean Rouch                                                          | 1967           |
| 8       | Le Chat                                              | Pierre Granier-Deferre                                              | 1971           |
| 8       | La Veuve Couderc                                     | Pierre Granier-Deferre                                              | 1971           |
| 8       | L'Horizon                                            | Jacques Rouffio                                                     | 1967           |
| 8       | Nuit et Brouillard                                   | Alain Resnais                                                       | 1955           |
| 8       | Toute la mémoire du monde                            | Alain Resnais                                                       | 1956           |
| 8       | Je t'aime, je t'aime                                 | Alain Resnais                                                       | 1968           |
| 8       | Hiroshima, mon amour                                 | Alain Resnais                                                       | 1959           |
| 8       | L'amour c'est gai, l'amour c'est triste              | Jean-Daniel Pollet                                                  | 1971           |
| 8       | Un revenant                                          | Christian-Jaque                                                     | 1946           |